# Akiko Iwasaki
Akiko Iwasaki  (岩崎明子 Iwasaki Akiko?,  born September 13, 1970) es la profesora Waldemar Von Zedtwitz en el Departamento de Inmunobiología y profesor en el Departamento de Biología Molecular, Celular y del Desarrollo de la Universidad de Yale. También es investigadora principal del Instituto Médico Howard Hughes. Sus intereses de investigación incluyen inmunidad innata, autofagia, inflamasomas, infecciones de transmisión sexual, virus del herpes simple, virus del papiloma humano, infecciones por virus respiratorios, infección por influenza, inmunidad de células T y bacterias comensales. Fue elegida miembro de la Academia Nacional de Ciencias en 2018.

## Biografía
Iwasaki nació en Iga, Japón, donde fue criada por su padre Hiroshi, un físico, y su madre Fumiko, quien luchó por los derechos de las mujeres en el lugar de trabajo. Tiene dos hermanas. Después de la secundaria se mudó a Toronto, Canadá, donde en 1994, recibió su licenciatura en bioquímica y física de la Universidad de Toronto. Tenía esperanzas de convertirse en matemática o física como su padre; sin embargo, sus intereses cambiaron después de tomar una clase de inmunología. Obtuvo su doctorado en inmunología de la Universidad de Toronto en 1998. Iwasaki hizo su beca postdoctoral en los Institutos Nacionales de Salud en el laboratorio del inmunólogo de mucosas Brian Lee Kelsall. En 2000, abrió su propio laboratorio en la Universidad de Yale.

## Contribuciones importantes

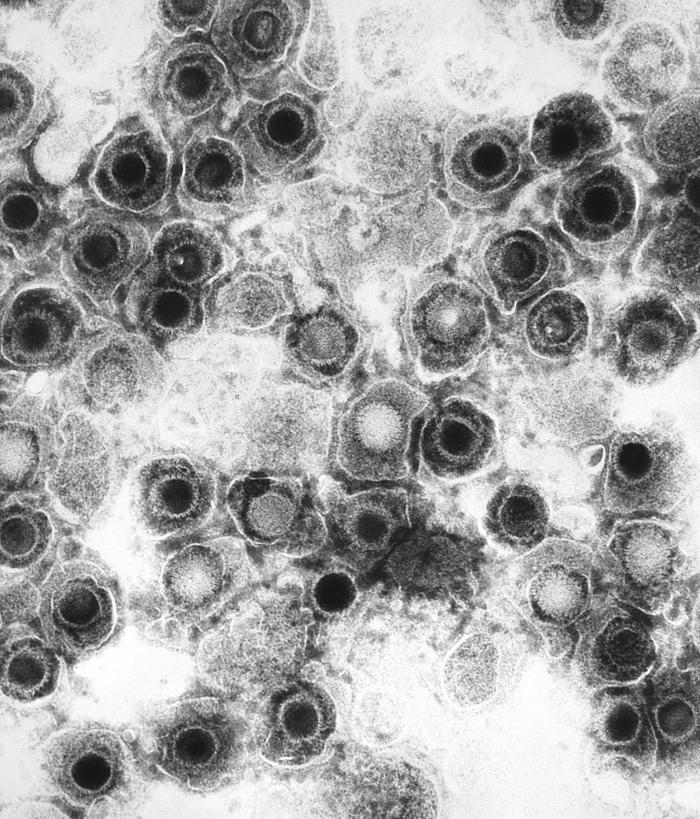
Viriones del herpes simple, TEM. El virus del herpes simple es uno de los muchos virus que estudia Iwasaki.

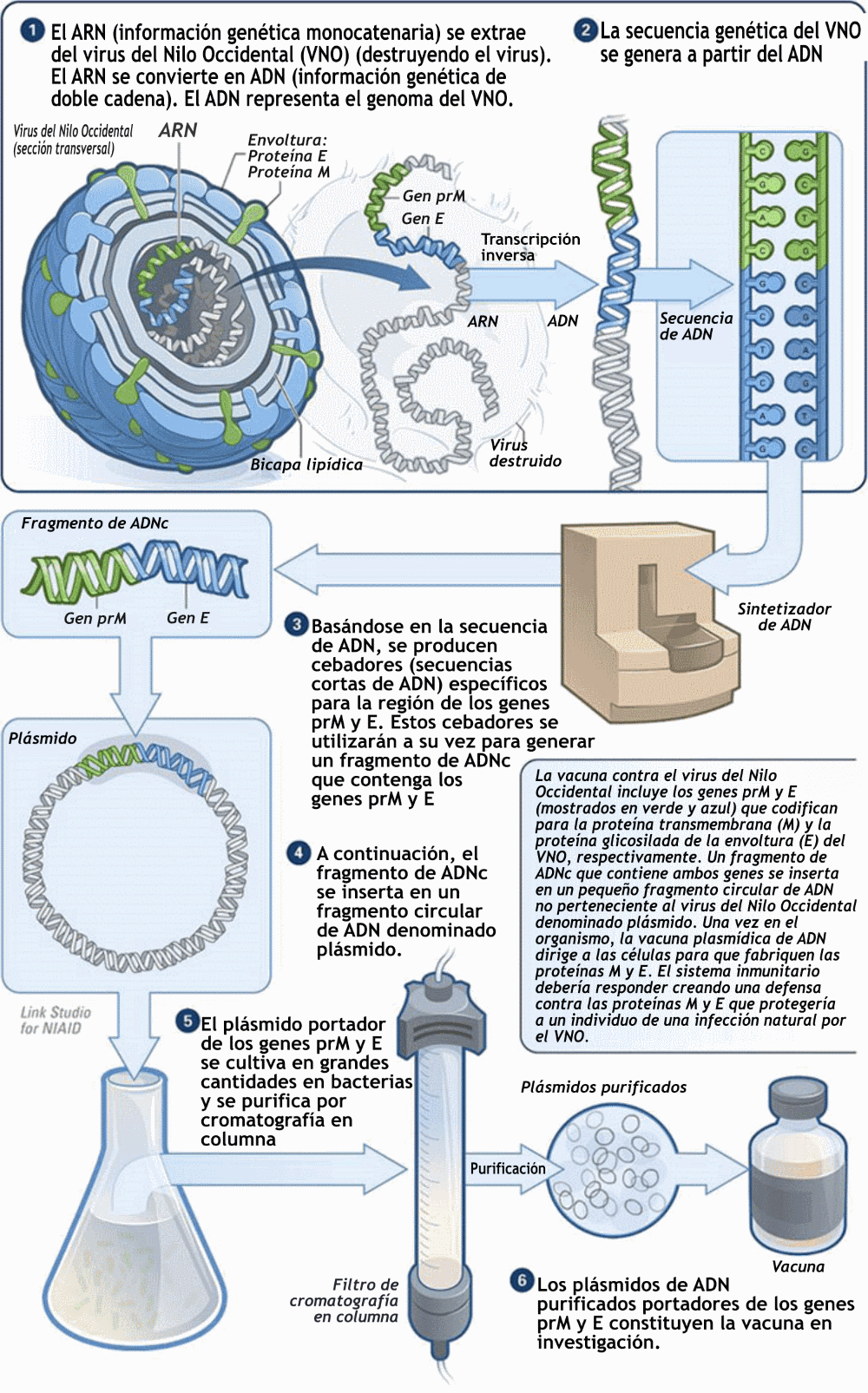
Creación de una vacuna de ADN. Iwasaki investigó cómo la vacunación con ADN provoca una respuesta inmune.

Mientras trabajaba en su proyecto de doctorado sobre cómo las vacunas de ADN provocan una respuesta inmune, Iwasaki fue una de las primeras en demostrar que las células presentadoras de antígenos estaban en la sangre, no en el músculo. En ese momento, los científicos pensaban que las células musculares eran esenciales para alertar al sistema inmunológico de proteínas extrañas, o antígenos, codificados por las vacunas porque las vacunas de ADN funcionan mejor cuando se inyectan en el músculo.
La investigación de Iwasaki continúa enfocándose en comprender la inmunidad innata y cómo se usa esa información para producir una inmunidad adaptativa protectora. Iwasaki y su equipo estudian las respuestas inmunitarias a la influenza en los pulmones y al virus del herpes simple en el tracto genital. En general, el objetivo es diseñar vacunas o microbicidas eficaces para la prevención de la transmisión de patógenos virales y bacterianos. Iwasaki ha desarrollado una estrategia de vacunación en dos etapas llamada "cebar y tirar" que implica una vacuna convencional como primer paso y luego la aplicación de quimiocinas al tejido objetivo como segundo paso. Sobre la base de esta estrategia, Iwasaki ha desarrollado una vacuna que se encuentra actualmente en un ensayo clínico para tratar a mujeres con lesiones precancerosas en el cuello uterino para prevenir el cáncer de cuello uterino. Como miembro del Comité de Estrategia Científica de la Universidad de Yale, Iwasaki ha abogado por aprovechar los aspectos beneficiosos de la inflamación para "combatir enfermedades generalizadas como los accidentes cerebrovasculares, las enfermedades cardíacas y la diabetes".
Partiendo de su interés en las respuestas inmunitarias a las infecciones virales, Iwasaki también ha dirigido investigaciones sobre el rinovirus humano y el virus Zika. El grupo de Iwasaki fue el primero en crear un modelo de ratón de una infección vaginal por Zika. Más recientemente, Iwasaki ha profundizado en una investigación que analiza la respuesta inmune de los pacientes con COVID-19 y las diferencias de sexo en la infección por SARS-CoV-2.
Según Google Scholar, una de sus publicaciones, "Control de receptor tipo Toll de la respuesta inmune adaptativa", se ha citado más de 4.660 veces hasta julio de 2020 y se publicó en Nature Immunology en octubre de 2004. En enero de 2015, uno de los estudios de Iwasaki se publicó en Proceedings of the National Academy of Sciences, otra prestigiosa revista. El estudio, "La defensa innata dependiente de la temperatura contra el virus del resfriado común limita la replicación viral a temperaturas cálidas en las células de las vías respiratorias del ratón", investiga la relación entre la temperatura y las respuestas inmunes.

## Vida personal
Iwasaki es conocida como defensora de las mujeres en la ciencia, incluso expresando su apoyo al cuidado infantil asequible. Además, se ha pronunciado a favor de los inmigrantes y sus contribuciones a la ciencia. Iwasaki ha ganado seguidores en Twitter por sus consejos de salud pública sobre COVID-19, abogando por el distanciamiento social al principio de la pandemia.
Está casada con Ruslan Medzhitov, profesor de inmunobiología en la Facultad de Medicina de Yale. Tienen dos hijas, Emi y Naomi.

## Honores
- Premio a la Carrera Profesional de Burroughs Wellcome Fund en Ciencias Biomédicas, Burroughs Wellcome Fund (2000)[6]
- Premio al Investigador del Programa de Salud de la Mujer de Ethel Donaghue, Programa de Salud de la Mujer de Ethel Donaghue (2003)
- Premio Wyeth Lederle Young Investigator, Sociedad de Enfermedades Infecciosas de América (2003)
- Investigador de Burroughs Wellcome Fund en patogenia de enfermedades infecciosas, Burroughs Wellcome Fund (2005)
- Premio de Investigador de BD Biosciences, Asociaciones Estadounidenses de Inmunólogos (AAI) (2011)
- Premio de investigación Eli Lilly and Company, Sociedad Estadounidense de Microbiología (2012)
- Premio Inspirador de Yale (2017)[3]
- Premio de Enseñanza Charles W. Bohmfalk de Yale (2018)
- Premio Seymour & Vivian Milstein a la excelencia en la investigación de interferones y citocinas, Sociedad Internacional de Citocinas e Interferones (2019)[21]
- Elegida como miembro de la Academia Estadounidense de Artes y Ciencias[22]
- Nombrada Profesora Sterling de Inmunobiología y de Biología Molecular, Celular y del Desarrollo en Yale (2022)[23]

## Publicaciones
- Oh JE, Iijima N, Song E, Lu P, Klein J, Jiang R, Kleinstein SH, Iwasaki A. Las células B de memoria migrante secretan anticuerpos luminales en la vagina. Naturaleza . PMID 31189952 DOI: 10.1038 / s41586-019-1285-1
- Sasai M, Sakaguchi N, Ma JS, Nakamura S, Kawabata T, Bando H, Lee Y, Saitoh T, Akira S, Iwasaki A, Standley DM, Yoshimori T, Yamamoto M. Papel esencial de las proteínas de autofagia GABARAP en GTPasa inducible por interferón -defensa del anfitrión mediada. Inmunología de la naturaleza. PMID 28604719 DOI: 10.1038 / ni.3767
- Iijima N, Iwasaki A. El acceso de anticuerpos antivirales protectores a los tejidos neuronales requiere la ayuda de las células T CD4. Naturaleza. 533: 552-6. PMID 27225131 DOI: 10.1038 / nature17979
- Iwasaki, A (2012). «Innate immune recognition of HIV-1». Immunity 37 (3): 389-398. PMC 3578946. PMID 22999945. doi:10.1016/j.immuni.2012.08.011.
- Iwasaki, A; Pillai, P (2014). «Innate immunity to influenza virus infection». Nature Reviews Immunology 14 (5): 315-328. PMC 4104278. PMID 24762827. doi:10.1038/nri3665.
- Iwasaki, A.; Medzhitov, R. (2010). «Regulation of adaptive immunity by the innate immune system». Science 327 (5963): 291-295. Bibcode:2010Sci...327..291I. PMC 3645875. PMID 20075244. doi:10.1126/science.1183021.
- Iwasaki, A.; Medzhitov, R. (2004). «Toll-like receptor control of the adaptive immune responses». Nature Immunology 5 (4): 987-995. PMID 15454922. doi:10.1038/ni1112.
- Foxman, E. F.; Storer, J. A.; Fitzgerald, M. E.; Wasik, B. R.; Hou, L.; Zhao, H.; Iwasaki, A. (2015). «Temperature-dependent innate defense against the common cold virus limits viral replication at warm temperature in mouse airway cells». Proceedings of the National Academy of Sciences 112 (3): 827-832. Bibcode:2015PNAS..112..827F. PMC 4311828. PMID 25561542. doi:10.1073/pnas.1411030112.